# Tégu noir et blanc
Salvator merianae
Espèce
Synonymes
- Tupinambis merianae (Duméril & Bibron, 1839)
- Tupinambis teguixin sebastiani Müller, 1968
- Tupinambis teguixin buzioensis Müller, 1969

Statut de conservation UICN

 LC  : Préoccupation mineure
Statut CITES
Le Tégu noir et blanc, Tégu d'Argentine ou Tégu géant d'Argentine, de non nom scientifique Salvator merianae, est une espèce de sauriens de la famille des Teiidae. En terrariophilie, on le retrouve parfois en tant qu'animal de compagnie.

## Répartition
Cette espèce se rencontre dans les forêts tropicales :
- dans le nord de l'Argentine ;
- en Uruguay et Paraguay ;
- en Bolivie dans le département de Santa Cruz ;
- au Brésil dans les États d'Amazonas, de Goiás, du Ceará, du Sergipe, de Bahia, du Minas Gerais, d'Espírito Santo, du Mato Grosso et du Rio Grande do Sul.

Elle a été introduite en Floride aux États-Unis et s'est depuis répandue en Géorgie puis enCaroline du Sud (2020) où elle représente une menace pour la biodiversité du fait qu'ils se nourrissent d’œufs (de volaille, d'alligator ou encore de la tortue gaufrée, une espèce protégée).
L'espèce est considérée comme envahissante au même titre que le varan du Nil et le varan des savanes, deux autres sauriens de la famille des Varanidés également introduits en Floride dont l'impact respectif est encore inconnu. Bien que les Tégus (Teiidae) et les Varans soient deux familles de différentes de sauriens, (parfois confondues), ils partagent néanmoins en commun d'être des animaux de taille moyenne, omnivores, possédant des griffes lacérantes, des dents coupantes et occupant une niche écologique assez similaire, capables de se montrer agressifs si nécessaire. Ils peuvent manger les œufs des espèces indigènes ou encore s'attaquer à d'autres animaux du moment qu'ils sont plus petits qu'eux. Ils leur arrive aussi de se rapprocher des habitations, et de s'en prendre aux animaux domestiques ou apprivoisés laissés à l'extérieur (volaille, rongeurs, tortues).

## Description

### Morphologie

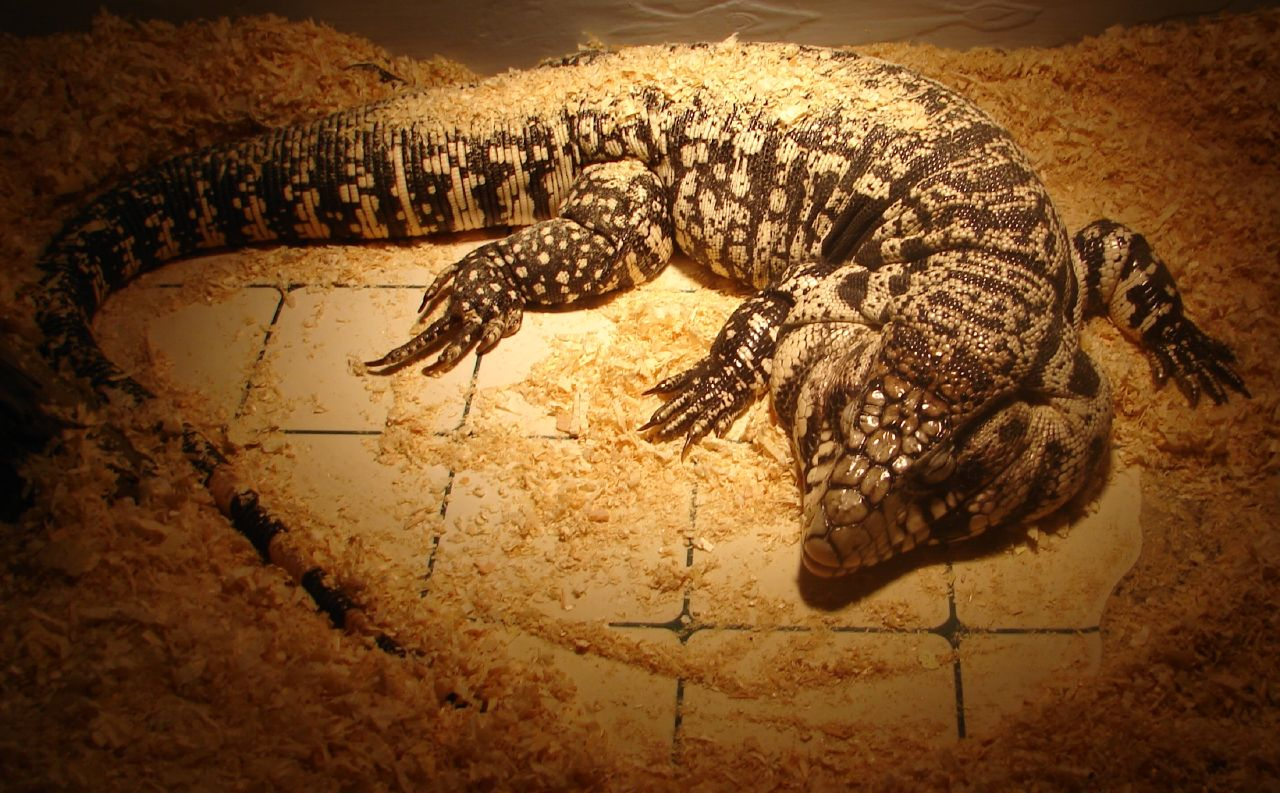
Les bajoues du mâle sont bien visibles

Adulte, le Tégu d'Argentine mesure entre 90 et 145 cm pour un poids avoisinant les 10 kg. Les mâles sont beaucoup plus grands et plus lourds que les femelles, et développent des bajoues en devenant matures. C'est la plus grande espèce de tégus. Le tégu mâle peut être différencié en regardant le cloaque et en recherchant deux renflements, les hémipénis.
À la naissance, les petits sont vert clair avec des taches noires ; le vert vire au blanc au bout de deux à trois mois.
Certains Tégus noir et blanc peuvent se reproduire avec le Tégu rouge avec lequel il partage une partie de son aire de répartition.

### Physiologie
Ce Tégu vit entre quinze et vingt ans. Il aime se nourrir de feuillage dense et de fourrage, et en consomme autant que possible avant l'entrée dans l'hibernation en automne. Une part de son alimentation est carnée, jeunes rongeurs (30 % de son alimentation), insectes (5 %), le reste est végétal : fruit (50 %), légume (15 %). Il arrive qu'il mange aussi d'autres reptiles ou encore des œufs, de fait que son régime alimentaire le rend assez opportuniste. Ils font également preuve d'un niveau élevé d'intelligence peu commun chez les reptiles, avec un niveau d'activité physique important, en dehors de la période de l'hibernation.

## Reproduction
La saison des amours a lieu au printemps, après la première mue qui suit la période de repos hivernal. Après les accouplements, la femelle se met à la recherche de matériaux pour construire son nid. La ponte a lieu environ un mois après les accouplements et compte de 25 à 50 œufs. L'incubation dure un peu plus de 2 mois à 28 °C. Les bébés sortent de l'œuf les uns à la suite des autres.
Les jeunes tégus se nourrissent dès le lendemain, de petits insectes de taille adaptée.

## Particularité
C'est la seule espèce de lézard connue pour être capable de générer de la chaleur. Pendant une partie de l'année, en période de reproduction, ils produisent de l'énergie calorifique à partir d'une source inconnue,.

## Liste des sous-espèces
Selon The Reptile Database (28 janvier 2014) :
- Salvator merianae buzioensis (Müller, 1969)
- Salvator merianae merianae (Duméril & Bibron, 1839)
- Salvator merianae sebastiani (Müller, 1968)

## Étymologie
En tupi tégou signifie « argenté ». Le nom scientifique rend hommage à Anna Maria Sibylla Merian.

## Taxinomie
Cette espèce a longtemps été confondue avec Tupinambis teguixin.

## Publications originales
- Duméril & Bibron, 1839 : Erpétologie Générale ou Histoire Naturelle Complète des Reptiles. vol. 5, Roret/Fain et Thunot, Paris, p. 1-871 (texte intégral).
- Müller, 1968 : Die Herpetofauna der Insel São Sebastião (Brasilien). Saabrücken: Saarbrücker Zeitung Verlag und Druckerei GmbH, p. 1-68.
- Müller, 1969 : Über eine neue subspezies vom teju, Tupinambis teguixin buziosensis n. ssp. Salamandra, vol. 5, p. 32-35.